# Hogna biscoitoi
Hogna biscoitoi este o specie de păianjeni din genul Hogna, familia Lycosidae, descrisă de Jörg Wunderlich în anul 1992.
Este endemică în Madeira. Conform Catalogue of Life specia Hogna biscoitoi nu are subspecii cunoscute.